# You Know You Like It
"You Know You Like It" é uma canção da dupla londrina com base eletrônica AlunaGeorge. A faixa foi lançada no Reino Unido em 20 de abril de 2012 como o primeiro single do primeiro da dupla para seu primeiro álbum de estúdio, Body Music (2013). A canção chegou ao número 55 no UK Singles Chart em abril de 2013 depois de ter sido usado em um anúncio da Tesco.
Cronometrado com o lançamento do álbum, "You Know You Like It" foi re-lançado em 28 de julho de 2013, com "Bad Idea" como um double A-side. Posteriormente, alcançou o número 39 no UK Singles Chart em 04 de agosto de 2013.

## Recepção da crítica
A pista foi recebido com críticas muito positivas sobre o seu lançamento. Pitchfork Media rotulou a faixa como "Best New Music".

## Vídeo musical
Um vídeo da música para acompanhar o lançamento de "You Know You Like It" foi lançado pela primeira vez no YouTube em 31 de agosto de 2011, um comprimento total de três minutos e trinta segundos. O vídeo é filmado em preto e branco e recursos de clipes de dança de Aluna.
Um segundo vídeo da música foi lançado em 13 junho de 2013 no YouTube e Vevo. O vídeo mostra a dupla festa em uma piscina vazia intercaladas com clipes sobre Aluna de dança com dançarinos.

## Faixas e formatos
| Digital download |                                      |         |  |
| N.º              | Título                               | Duração |  |
| 1.               | "You Know You Like It"               | 3:27    |  |
| 2.               | "Just a Touch"                       | 3:13    |  |
| 3.               | "Put Up Your Hands"                  | 4:23    |  |
| 4.               | "You Know You Like It" (Music video) | 3:35    |  |

## Desempenho nas tabelas musicais

### Paradas semanais
| Posições (2013)                | Melhor posição |
| ------------------------------ | -------------- |
| Reino Unido (UK Dance Chart)   | 12             |
| Reino Unido (UK Singles Chart) | 39             |

## Histórico de lançamento
| Região         | Data                 | Formato          | Gravadora      |
| -------------- | -------------------- | ---------------- | -------------- |
| Reino Unido    | 20 de Abril de 2012  | Digital download | Island Records |
| Canadá         | 22 de Abril de 2012  | Digital download | Island Records |
| Reino Unido    | 11 de Junho de 2012  | Vinil            | Tri Angle      |
| Alemanha       | 25 de Julho de 2013  | Digital download | Island Records |
| Austrália      | 25 de Julho de 2013  | Digital download | Island Records |
| Dinamarca      | 25 de Julho de 2013  | Digital download | Island Records |
| Eslováquia     | 25 de Julho de 2013  | Digital download | Island Records |
| Espanha        | 25 de Julho de 2013  | Digital download | Island Records |
| Grécia         | 25 de Julho de 2013  | Digital download | Island Records |
| Irlanda        | 25 de Julho de 2013  | Digital download | Island Records |
| Nova Zelândia  | 25 de Julho de 2013  | Digital download | Island Records |
| Suécia         | 25 de Julho de 2013  | Digital download | Island Records |
| Turquia        | 25 de Julho de 2013  | Digital download | Island Records |
| Roménia        | 25 de Julho de 2013  | Digital download | Island Records |
| Reino Unido    | 29 de Julho de 2013  | Digital download | Island Records |
| Estados Unidos | 06 de Agosto de 2013 | Digital download | Island Records |

## DJ Snake remix
DJ e produtor francês DJ Snake lançou um remix em 2013 e inicialmente foi incluído na soundtrack do filme The Amazing Spider-Man 2. Alcançou mais sucesso nos gráficosde Estados Unidos e Europa do que o original.  A canção foi lançando por Alunageorge na SoundCloud em 22 de julho de 2013 como um remix da canção, [12] mas mais tarde foi lançado como single remix no dia 20 de outubro de 2014.
O vídeo da música para acompanhar a mais nova versão da música com DJ Cobra tem um comprimento de 4:33. O protagonista do vídeo é um chimpanzé humanoide ostensivo que vende drogas e que tem problemas na montagem. Ele vai para um clube de cavalheiros, sexualmente assalta um dançarino, é espancado por outros homens e expulso para fora do clube.

## Faixas
| Digital download |                        |         |  |
| N.º              | Título                 | Duração |  |
| 1.               | "You Know You Like It" | 4:07    |  |

## Histórico de lançamento
| Região      | Data                | Formato          | Gravadora      |
| ----------- | ------------------- | ---------------- | -------------- |
| Reino Unido | 20 de abril de 2012 | Digital download | Island Records |
| Reino Unido | 11 de junho de 2012 | Vinyl            | Tri Angle      |
| Reino Unido | 29 de julho de 2013 | Digital download | Island Records |